# Pakisztán az 1988. évi nyári olimpiai játékokon
Pakisztán a dél-koreai Szöulban megrendezett 1988. évi nyári olimpiai játékok egyik részt vevő nemzete volt. Az országot az olimpián 6 sportágban 30 sportoló képviselte, akik összesen 1 érmet szereztek.

## Érmesek
| Érem  | Versenyző         | Sportág   | Versenyszám |
| ----- | ----------------- | --------- | ----------- |
| Bronz | Syed Hussain Shah | Ökölvívás | Középsúly   |

## Asztalitenisz
Férfi
| Versenyző   | Versenyszám | Csoportkör | Csoportkör | Nyolcaddöntő      | Negyeddöntő       | Elődöntő          | Döntő             | Helyezés |
| Versenyző   | Versenyszám | Ellenfél Eredmény | Hely.      | Ellenfél Eredmény | Ellenfél Eredmény | Ellenfél Eredmény | Ellenfél Eredmény | Helyezés |
| ----------- | ----------- | --- | ---------- | ----------------- | ----------------- | ----------------- | ----------------- | -------- |
| Farjad Saif | Egyes       | F csoport · Zoran Kalinić (YUG) · 3:1 · Cláudio Kano (BRA) · 3:0 · Ashraf Helmy (EGY) · 1:3 · Erik Lindh (SWE) · 1:3 · Desmond Douglas (GBR) · 0:3 · Huang Huj-csie (Huang Huei-Chieh) (TPE) · 0:3 · Raymundo Fermín (DOM) · 3:1 | 4.         | kiesett           | kiesett           | kiesett           | kiesett           | 25.      |

## Atlétika
Férfi
| Versenyző                                                    | Versenyszám     | Előfutam | Előfutam | Előfutam | Negyeddöntő | Negyeddöntő | Negyeddöntő | Elődöntő | Elődöntő | Elődöntő | Döntő   | Döntő    |
| Versenyző                                                    | Versenyszám     | Idő      | Hely.    | Össz.    | Idő         | Hely.       | Össz.       | Idő      | Hely.    | Össz.    | Idő     | Helyezés |
| ------------------------------------------------------------ | --------------- | -------- | -------- | -------- | ----------- | ----------- | ----------- | -------- | -------- | -------- | ------- | -------- |
| Muhammad Afzal                                               | 100 m           | 10,91    | 6.       | 76.      | kiesett     | kiesett     | kiesett     | kiesett  | kiesett  | kiesett  | kiesett | kiesett  |
| Muhammad Afzal                                               | 200 m           | 21,89    | 6.       | 52.      | kiesett     | kiesett     | kiesett     | kiesett  | kiesett  | kiesett  | kiesett | kiesett  |
| Muhammad Fayyaz                                              | 400 m           | 47,13    | 6.       | 39.      | kiesett     | kiesett     | kiesett     | kiesett  | kiesett  | kiesett  | kiesett | kiesett  |
| Syed Meshaq Rizvi                                            | 800 m           | 1:51,58  | 6.       | 50.      | kiesett     | kiesett     | kiesett     | kiesett  | kiesett  | kiesett  | kiesett | kiesett  |
| Bashir Ahmad Muhammad Sadaqat Muhammad Afzal Muhammad Fayyaz | 4 × 400 m váltó | 3:08,54  | 6.       | 15.      |             |             |             | 3:09,50  | 8.       | 16.      | kiesett | kiesett  |

| Versenyző       | Versenyszám | Selejtező | Selejtező | Döntő    | Döntő    |
| Versenyző       | Versenyszám | Eredmény  | Helyezés  | Eredmény | Helyezés |
| --------------- | ----------- | --------- | --------- | -------- | -------- |
| Muhammad Urfaq  | Távolugrás  | 709 cm    | 30.       | kiesett  | kiesett  |
| Haider Ali Shah | Hármasugrás | 14,88 m   | 37.       | kiesett  | kiesett  |

## Birkózás
Szabadfogású
| Versenyző      | Versenyszám | Vigaszágas kiesés | Vigaszágas kiesés | Helyosztók        | Helyosztók        | Bronz- mérkőzés   | Döntő             | Helyezés    |
| Versenyző      | Versenyszám | Vigaszágas kiesés | Vigaszágas kiesés | 7. helyért        | 5. helyért        | Bronz- mérkőzés   | Döntő             | Helyezés    |
| Versenyző      | Versenyszám | Ellenfél Eredmény | Hely.             | Ellenfél Eredmény | Ellenfél Eredmény | Ellenfél Eredmény | Ellenfél Eredmény | Helyezés    |
| -------------- | ----------- | --- | ----------------- | ----------------- | ----------------- | ----------------- | ----------------- | ----------- |
| Muhammad Azeem | 57 kg       | A csoport · Josef-Georg Auer (AUT) · passzivitás · Kanehama Rjó (JPN) · 6–9 · a 3. fordulóban nem indult                                   | 10.               | kiesett           | kiesett           | kiesett           | kiesett           | helyezetlen |
| Muhammad Anwar | 74 kg       | A csoport · Djiby Diouf (SEN) · kétvállas · Ayatollah Vagozari (IRI) · 9–20 · Adlan Varajev (URS) · kétvállas                              | 7.                | kiesett           | kiesett           | kiesett           | kiesett           | helyezetlen |
| Abdul Majeed   | 90 kg       | A csoport · Wally Koenig (AUS) · kétvállas · Christian Iloanusi (NGR) · passzivitás · Óta Akira (JPN) · kétvállas · Tóth Gábor (HUN) · 2–6 | 5.                | kiesett           | kiesett           | kiesett           | kiesett           | helyezetlen |

## Gyeplabda

### Férfi
| Pakisztáni férfi gyeplabdacsapat-játékoskeret                                                                                 | Pakisztáni férfi gyeplabdacsapat-játékoskeret                                                               |
| --- | --- |
| - Manzoor Ahmed - Nasir Ali - Qazi Mohib - Amir Zafar - Ishtiaq Ahmed - Naeem Akhtar - Muhammad Qamar Ibrahim - Shahbaz Ahmed | - Tariq Sheikh - Zahid Sharif - Khalid Hamid - Khalid Bashir - Naeem Amjad - Tahir Zaman - Musaddiq Hussain |

#### Eredmények
Csoportkör
A csoport
| Csapat              | M | Gy | D | V | G+ | G– | Gk  | P  |
| ------------------- | - | -- | - | - | -- | -- | --- | -- |
| Ausztrália (AUS)    | 5 | 5  | 0 | 0 | 19 | 3  | +16 | 10 |
| Hollandia (NED)     | 5 | 3  | 1 | 1 | 12 | 6  | +6  | 7  |
| Pakisztán (PAK)     | 5 | 3  | 0 | 2 | 15 | 8  | +7  | 6  |
| Argentína (ARG)     | 5 | 2  | 0 | 3 | 8  | 12 | –4  | 4  |
| Spanyolország (ESP) | 5 | 1  | 1 | 3 | 6  | 10 | –4  | 3  |
| Kenya (KEN)         | 5 | 0  | 0 | 5 | 5  | 26 | –21 | 0  |

| 1988. szeptember 18. | Pakisztán (PAK) | 5–1 | Spanyolország (ESP) |  |
| 1988. szeptember 18. | (0–1)           |     |                     |  |

| 1988. szeptember 20. | Pakisztán (PAK) | 8–0 | Kenya (KEN) |  |
| 1988. szeptember 20. | (4–0)           |     |             |  |

| 1988. szeptember 22. | Pakisztán (PAK) | 2–1 | Argentína (ARG) |  |
| 1988. szeptember 22. | (1–0)           |     |                 |  |

| 1988. szeptember 24. | Ausztrália (AUS) | 4–0 | Pakisztán (PAK) |  |
| 1988. szeptember 24. | (4–0)            |     |                 |  |

| 1988. szeptember 26. | Hollandia (NED) | 2–0 | Pakisztán (PAK) |  |
| 1988. szeptember 26. | (2–0)           |     |                 |  |

Az 5–8. helyért
| 1988. szeptember 28. | Pakisztán (PAK) | 1–0 | Szovjetunió (URS) |  |
| 1988. szeptember 28. | (0–0)           |     |                   |  |

Az 5. helyért
| 1988. szeptember 30. | India (IND) | 1–2 | Pakisztán (PAK) |  |
| 1988. szeptember 30. | (0–1)       |     |                 |  |

| Csapat          | Helyezés |
| --------------- | -------- |
| Pakisztán (PAK) | 5.       |

## Ökölvívás
| Versenyző          | Versenyszám   | Selejtező                     | 32-es főtábla                        | Nyolcaddöntő              | Negyeddöntő               | Elődöntő                   | Döntő             | Helyezés |
| Versenyző          | Versenyszám   | Ellenfél Eredmény             | Ellenfél Eredmény                    | Ellenfél Eredmény         | Ellenfél Eredmény         | Ellenfél Eredmény          | Ellenfél Eredmény | Helyezés |
| ------------------ | ------------- | ----------------------------- | ------------------------------------ | ------------------------- | ------------------------- | -------------------------- | ----------------- | -------- |
| Abrar Hussain Syed | Nagyváltósúly | Noureddine Meziane (ALG) · KO | Isaac Iapatu (VAN) · mérkőzés nélkül | Ray Downey (CAN) · 0:5    | kiesett                   | kiesett                    | kiesett           | 9.       |
| Syed Hussain Shah  | Középsúly     | erőnyerő                      | Martín Amarillas (MEX) · 3:2         | Serge Kabongo (COD) · 5:0 | Füzesy Zoltán (HUN) · 3:2 | Egerton Marcus (CAN) · 1:4 | kiesett           |          |

## Vitorlázás
Férfi
| Versenyző                 | Versenyszám    | Futam | Futam | Futam | Futam | Futam   | Futam | Futam | Pontszám | Helyezés |
| Versenyző                 | Versenyszám    | 1     | 2     | 3     | 4     | 5       | 6     | 7     | Pontszám | Helyezés |
| ------------------------- | -------------- | ----- | ----- | ----- | ----- | ------- | ----- | ----- | -------- | -------- |
| Javed Rasool Mamoon Sadiq | 470-es osztály | 30,0  | 32,0  | 34,0  | 32,0  | (36,0*) | 31,0  | 28,0  | 187,0    | 29.      |

* - nem indult